# Francis Uzoho
Francis Uzoho est un footballeur international nigérian né le 28 octobre 1998 à Nwangele. Évoluant au poste de gardien de but.

## Biographie

### En club
Le 24 août 2018, il est prêté pour une saison à l'Elche CF, qui évolue pour la saison 2018-2019 en Liga 2.

### En équipe nationale

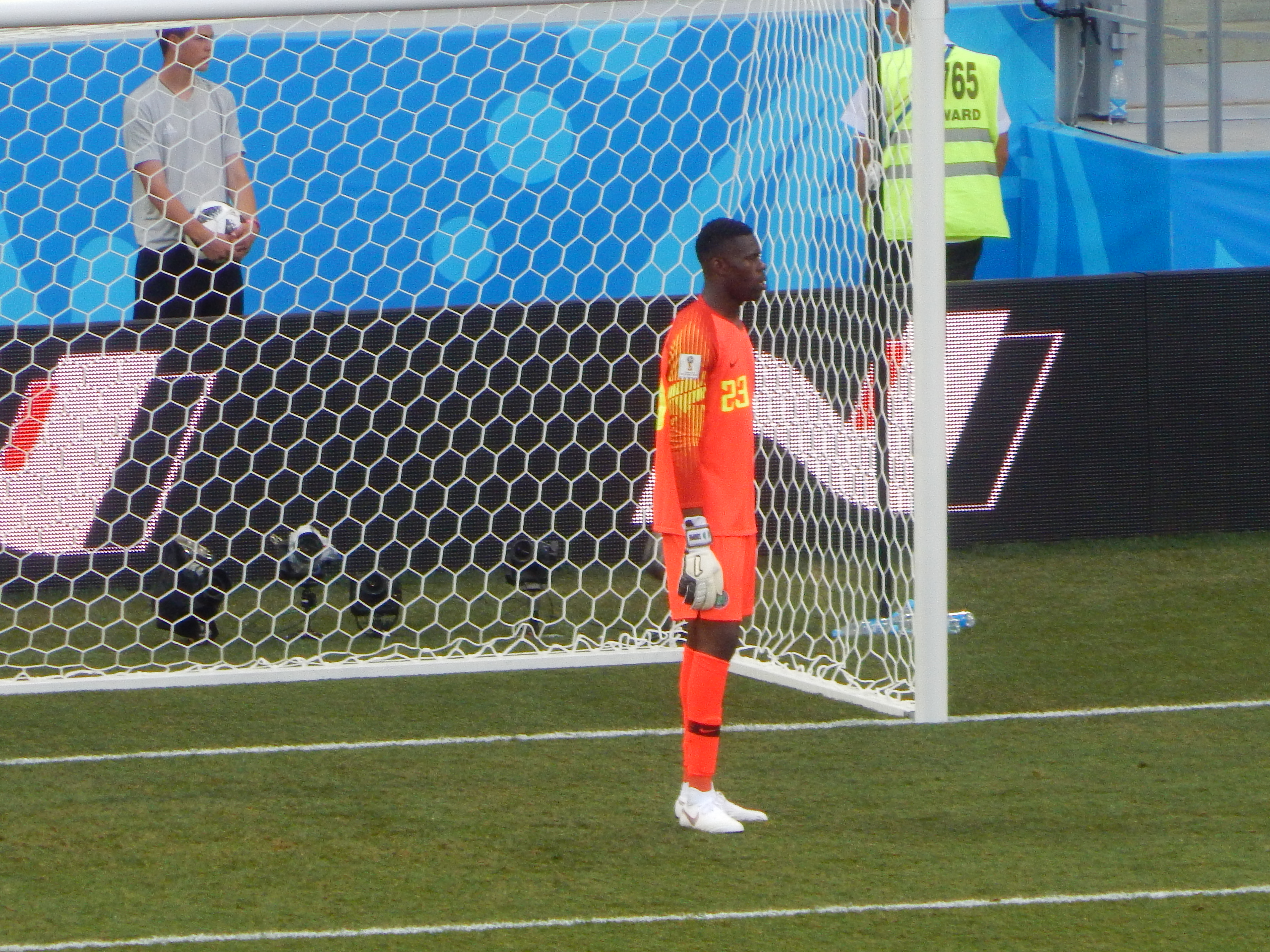
Uzoho avec le Nigeria à la Coupe du monde 2018

Francis Uzoho fait partie du groupe des Nigérians de moins de 17 ans qui remportent la Coupe du monde des moins de 17 ans 2013, mais il reste sur le banc pendant toute la compétition.
Le 14 novembre 2017, Uzoho fait ses débuts avec l'équipe du Nigeria lors d'un match amical face à l'Argentine, en remplaçant Daniel Akpeyi au début de la seconde mi-temps durant laquelle il n'encaisse aucun but (victoire 4-2)
Depuis ce match, le sélectionneur Gernot Rohr le titularise régulièrement dans les cages nigérianes, et le 3 juin 2018, Uzoho est retenu dans la liste des 23 Super Eagles pour disputer la Coupe du monde 2018 en Russie.
Deux ans plus tard, il est convoqué pour disputer la Coupe d'Afrique des nations 2019. Francis Uzoho dispute également la Coupe d'Afrique des nations 2021. 
Le 29 décembre 2023, il est retenu dans la liste des vingt-cinq joueurs nigérians sélectionnés par José Peseiro pour disputer la Coupe d'Afrique des nations 2023.

## Statistiques
Le tableau ci-dessous récapitule les statistiques de Francis Uzoho lors de sa carrière professionnelle en club :

| Saison                | Club                         | Championnat           | Championnat | Championnat | Coupe(s) nationale(s) | Coupe(s) nationale(s) | Nigeria | Nigeria | Total | Total |
| Saison                | Club                         | Division              | M.          | B.          | M.                    | B.                    | M.      | B.      | M.    | B.    |
| 2017-2018             | Deportivo La Corogne         | LaLiga                | 2           | 0           | -                     | -                     | 9       | 0       | 11    | 0     |
| Sous-total            | Sous-total                   | Sous-total            | 2           | 0           | -                     | -                     | 9       | 0       | 11    | 0     |
| 2018-2019             | Elche CF (prêt)              | LaLiga 2              | 7           | 0           | 1                     | 0                     | 3       | 0       | 11    | 0     |
| Sous-total            | Sous-total                   | Sous-total            | 7           | 0           | 1                     | 0                     | 3       | 0       | 11    | 0     |
| 2018-2019             | Anorthosis Famagouste (prêt) | Cyta Championship     | 3           | 0           | -                     | -                     | 2       | 0       | 5     | 0     |
| Sous-total            | Sous-total                   | Sous-total            | 3           | 0           | -                     | -                     | 2       | 0       | 5     | 0     |
| 2019-2020             | Omonia Nicosie (prêt)        | Cyta Championship     | 5           | 0           | -                     | -                     | 2       | 0       | 7     | 0     |
| Sous-total            | Sous-total                   | Sous-total            | 5           | 0           | -                     | -                     | 2       | 0       | 7     | 0     |
| 2020-2021             | APOEL Nicosie                | Cyta Championship     | -           | -           | -                     | -                     | -       | -       | 0     | 0     |
| Sous-total            | Sous-total                   | Sous-total            | -           | -           | -                     | -                     | -       | -       | 0     | 0     |
| Total sur la carrière | Total sur la carrière        | Total sur la carrière | 17          | 0           | 1                     | 0                     | 16      | 0       | 34    | 0     |

## Palmarès
- Équipe du Nigeria des moins de 17 ans
  - Vainqueur du Coupe du monde des moins de 17 ans en 2013